# Xcho
Khacsik Dunamalján (örményül: Խաչիկ Դունամալյան, oroszul: Хачик Дунамалян), művésznevén Xcho vagy stilizálva csak «Хчо» (Vanadzor, 2001. június 9. –) Oroszországban élő, örmény származású énekes, hiphopelőadó és dalszövegíró. Dalait a Glass Cage kiadó égisze alatt adja elő.  

## Életpálya
2001 június 9-én született Örményországban, Vanadzorban. A helyi 10-es számú általános iskolában tanult. 14 éves korában egy évre az oroszországi Batájszkba költözött a nagymamájához. 2018-ban fejezte be iskolai tanulmányait. Már iskoláskorában is zenélt, karrierje azonban 2019-ben kezdett fellendülni igazán. Tanult a Vanadzori Állami Egyetemen, azonban két tanév után félbehagyta tanulmányait, hogy teljesen az egyre sikeresebb zenei karrierjével foglalkozhasson/ Elmondása alapján akkor fogta fel igazán, hogy valahová tart a zenei karrierje, amikor egyszer Szentpéterváron beült egy taxiba, ahol az "I can fly" című dala szólt, majd amikor a taxi odaért egy vendéglőhöz, ott szintén az egyik számát játszották. Az Oroszországban népszerű "VK Музыка" streamingszolgáltató szerint Xcho 2022-ben az év áttörése kategória győztese.
Azóta valamennyi dalát több tízmillióan nézték meg a YouTube-on. Gyakran turnézik Oroszországon belül és a posztszovjet államokban. Xcho zenei stílusa leginkább a modern hiphop és rap műfajokba sorolható, amelyeket gyakran ötvöz különböző elektronikus zenei elemekkel. Zenéjére jellemzőek az érzelmes szövegek, valamint a dallamos, fülbemászó ritmusok. Xcho dalai gyakran reflektálnak a személyes élményekre, szerelemre és társadalmi kérdésekre, miközben modern hangzást és produkciós technikákat alkalmaznak. Zenei stílusa hasonlít az Oroszországban elterjedt, úgynevezett vízipipa-pop vagy vízipipa-rap előadók dalaihoz, stílusához, melyekben oroszul, gyakran keleti vagy kaukázusi akcentussal adnak elő keleties hangzású dalokat, melyeknek a témája gyakran eltér a hagyományos hiphoptól.

## Magánélet
2023-ban feleségül vette gyerekkori szerelmét és régi vanadzori osztálytársát, Mariát. Egy öccse van, Hamlet. Jelenleg (2024) Moszkvában lakik. Xcho Real Madrid-szurkoló. Anyanyelve az örmény, de anyanyelvi szinten beszél oroszul, és dalaiban gyakran énekel angolul is.

### Albumok
- CROSS (2020)
- Immigrant (2022)

### Dalok
| Kiadás éve | Dal | Album       |
| ---------- | --- | ----------- |
| 2018       | rowspan="10" style="background: var(--background-color-neutral, #eaecf0); color: var(--color-base, #202122); vertical-align: middle; text-align: center; " class="table-na" \| nem albumon kiadott dal |             |
| 2018       | «Это не любовь» (feat. Gor) |             |
| 2019       | «С ней я» |             |
| 2019       | «Враг» (feat. Gor) |             |
| 2019       | «Be human» (feat. Gor) |             |
| 2019       | «Ты знай» (feat. Gor) |             |
| 2019       | «I can fly» |             |
| 2019       | «No Bro» |             |
| 2019       | «Волна» |             |
| 2020       | «Налей» |             |
| 2020       | «Гангстер» | «CROSS»     |
| 2020       | «Лондон» | «CROSS»     |
| 2020       | «Листок» | «CROSS»     |
| 2020       | «Memories» (feat. MACAN) | «CROSS»     |
| 2020       | «Дай мне огня» (feat. Mr Lambo & Пабло) | «CROSS»     |
| 2020       | «Мотив» | «CROSS»     |
| 2020       | «Забираю души» | «CROSS»     |
| 2020       | «Dollar» | «CROSS»     |
| 2020       | «Майка» | «CROSS»     |
| 2020       | rowspan="6" style="background: var(--background-color-neutral, #eaecf0); color: var(--color-base, #202122); vertical-align: middle; text-align: center; " class="table-na" \| nem albumon kiadott dal  |             |
| 2021       | «Only you» (feat. Пабло & ALEMOND) |             |
| 2021       | «Всё будет хорошо» (feat. Mr Lambo) |             |
| 2021       | «Вороны» |             |
| 2021       | «Мысли» |             |
| 2021       | «Путь» |             |
| 2021       | «Эскизы» | «Immigrant» |
| 2022       | «Вера» | «Immigrant» |
| 2022       | «Ты и Я» | «Immigrant» |
| 2022       | rowspan="10" style="background: var(--background-color-neutral, #eaecf0); color: var(--color-base, #202122); vertical-align: middle; text-align: center; " class="table-na" \| nem albumon kiadott dal |             |
| 2022       | «Про любовь» |             |
| 2022       | «Нарекай» |             |
| 2022       | «Где же вы» |             |
| 2023       | «Январь» |             |
| 2023       | «Поэт» |             |
| 2023       | «Музыка в ночи» |             |
| 2023       | «DIAMOND» |             |
| 2023       | «Моя» |             |
| 2024       | «Письмо» |             |